# Karl-Rudi Griesbach
Karl-Rudi Griesbach (* 14. Juni 1916 in Breckerfeld; † 8. Mai 2000 in Dresden) war ein deutscher Komponist.

## Leben
Griesbach besuchte ein Gymnasium in Hamburg und studierte anschließend ab 1937 Komposition (bei Philipp Jarnach) und Dirigieren in Köln. Nach Abschluss seiner Studien im Jahre 1941 musste er als Soldat im Zweiten Weltkrieg kämpfen und kam 1944 in sowjetische Kriegsgefangenschaft, aus der er erst 1949 entlassen wurde. Im folgenden Jahr ließ sich Griesbach in Dresden nieder, wo er bis zu seinem Tode lebte. In den Jahren 1952 und 1953 war er kurzfristig an einem Berliner Theater tätig. Daneben schrieb er Rezensionen und wirkte als Dramaturg. Schon von 1952 bis 1955 hatte Griesbach an der Hochschule für Musik „Carl Maria von Weber“ Dresden gelehrt, ab 1966 war er dort zunächst als Dozent, ab 1968 als Professor für Komposition tätig, bis er 1981 seine Lehrtätigkeit wieder aufgab. Griesbach wurde unter anderem der Martin-Andersen-Nexö-Kunstpreis der Stadt Dresden (1961), der Kunstpreis der DDR (1967) sowie der Vaterländische Verdienstorden (1976) verliehen. Griesbachs Frau Margrit trat als Pianistin in Erscheinung und interpretierte vor allem Werke ihres Mannes.
Sein Grab befindet sich auf dem Trinitatisfriedhof in Dresden.

## Tonsprache
Griesbach war immer bemüht, eine relativ leicht verständliche Musik zu schreiben. Daher nahm er zwar Anregungen von Béla Bartók und auch Arnold Schönberg auf, brach aber letztlich nicht völlig mit der Tonalität und war insgesamt ein für seine Generation eher konservativer Komponist. Seine Musik ist durch eine prägnante Rhythmik, eher raue Klangfarben und knappe Formen gekennzeichnet. Griesbach bezog sich in seinen Werken teilweise auf politische Thematik. Anfang der 1960er Jahre beschäftigte er sich mit fremden Musikkulturen und ließ sich auch vom Blues und von afrikanischer Musik inspirieren. Mit seiner damals komponierten „Afrikanischen Sinfonie“ hatte er einen beachtlichen Erfolg. Der Schwerpunkt seines Œuvres liegt allerdings auf den Bühnenwerken. In der DDR und speziell in Dresden war Griesbach ein angesehener Komponist, nach der Wiedervereinigung ist er freilich weitgehend vergessen worden.

## Werke
- Orchesterwerke
  - Kleine Sinfonie (1950)
  - Afrikanische Sinfonie (1963)
  - Sinfonie (67) zum Gedenken an die Große Sozialistische Oktoberrevolution (1967)
  - „Ostinati“ für Orchester (1976)
  - „Kontakte“ für Orchester (1978)
  - „Szene“ für Orchester
  - Konzertante Musik für Klavier und Kammerorchester (1964)
- Bühnenwerke
  - „Kolumbus“, Oper (1958)
  - "Die Weibermühle", Singspiel (UA: 1960 im Weimarer Klubhaus des VEB Mähdrescherwerk "Michael Niederkirchner")[1]
  - „Der Schwarze – der Weiße – und die Frau“, Oper (1963)
  - „Belle und Armand“, Oper (1988)
  - „Aulus und sein Papagei“, Oper (1982)
  - 4 weitere Opern
  - „Kleider machen Leute“, Ballett (1954)
  - „Schneewittchen“, Ballett (1956)
  - „Reinecke Fuchs“, Ballett (1977)
  - „Samson“, Ballett (um 1980)
- Vokalmusik
  - „Planetarisches Manifest“, Kantate nach Johannes R. Becher für Sopran, Bariton, Klavier, Chor und Orchester (1962)
  - „Trinke Mut des reinen Lebens“, Musikalische Koordination für Bariton, Frauenchor und Orchester nach Texten von Goethe (1981)
  - Liederzyklen u. a. nach Texten von Shakespeare, Brecht und Becher
  - Volksliedbearbeitungen
- Kammer- und Klaviermusik
  - Streichquartett (1977)
  - Musik für Flöte und Streichtrio (1953)
  - „Kleine Olympiade: Klavierstücke für die Jugend“ (1961)
  - „blues-impressions“, Fünf Klavierstücke im Jazzstil (1962)
  - Partita für Klavier (1986)